# Isangi (territoire)
Pour les articles homonymes, voir Isangi.
 (mai 2018).
 (mai 2018).
Si vous disposez d'ouvrages ou d'articles de référence ou si vous connaissez des sites web de qualité traitant du thème abordé ici, merci de compléter l'article en donnant les références utiles à sa vérifiabilité et en les liant à la section « Notes et références ».
Le territoire d'Isangi est une entité administrative déconcentrée de la province de la Tshopo en république démocratique du Congo. La cité d’Isangi est le chef-lieu du territoire éponyme.

## Géographie
Il s'étend à l'ouest de la ville de Kisangani.

## Histoire
Le chef coutumier le plus reconnu et renommé depuis des années est le défunt chef Jean Katenga Tongo Bofando Wa Lisako (chef Lokélé).

## Subdivisions
Le territoire est constitué de deux communes, six chefferies et de sept secteurs :
| Subdivision         | Statut    | Population (2004) | superficie (km²) |
| ------------------- | --------- | ----------------- | ---------------- |
| Isangi              | Commune   | 10850             | 4                |
| Yangambi            | Commune   | 35166             | 69               |
| Baluolambila        | Chefferie | 18390             | 2357             |
| Bolomboki           | Chefferie | 22024             | 1426             |
| Kombe               | Chefferie | 29365             | 898              |
| Liutua              | Chefferie | 35994             | 701              |
| Yalihila            | Chefferie | 10901             | 276              |
| Yalikoka-Mboso      | Chefferie | 24678             | 537              |
| Bambelota           | Secteur   | 43395             | 1688             |
| Lokombe             | Secteur   | 13600             | 246              |
| Luete               | Secteur   | 33669             | 1484             |
| Turumbu             | Secteur   | 40421             | 4600             |
| Yalikandja- Yanonge | Secteur   | 22100             | 833              |
| Yaokandja           | Secteur   | 26105             | 206              |
| Yawamba-Basoa       | Secteur   | 17686             | 423              |

## Population
En dehors de la ville de Kisangani qui est le chef-lieu de la Province de la Tshopo, les plus grandes villes du territoire sont la cité Yangambi et Isangi.
En suite le plus grand village qui est yaombole,  village qui produit des cocoties , des poissons et les habitans de ce village sont les chasseurs des hypopotames.